# 東深井

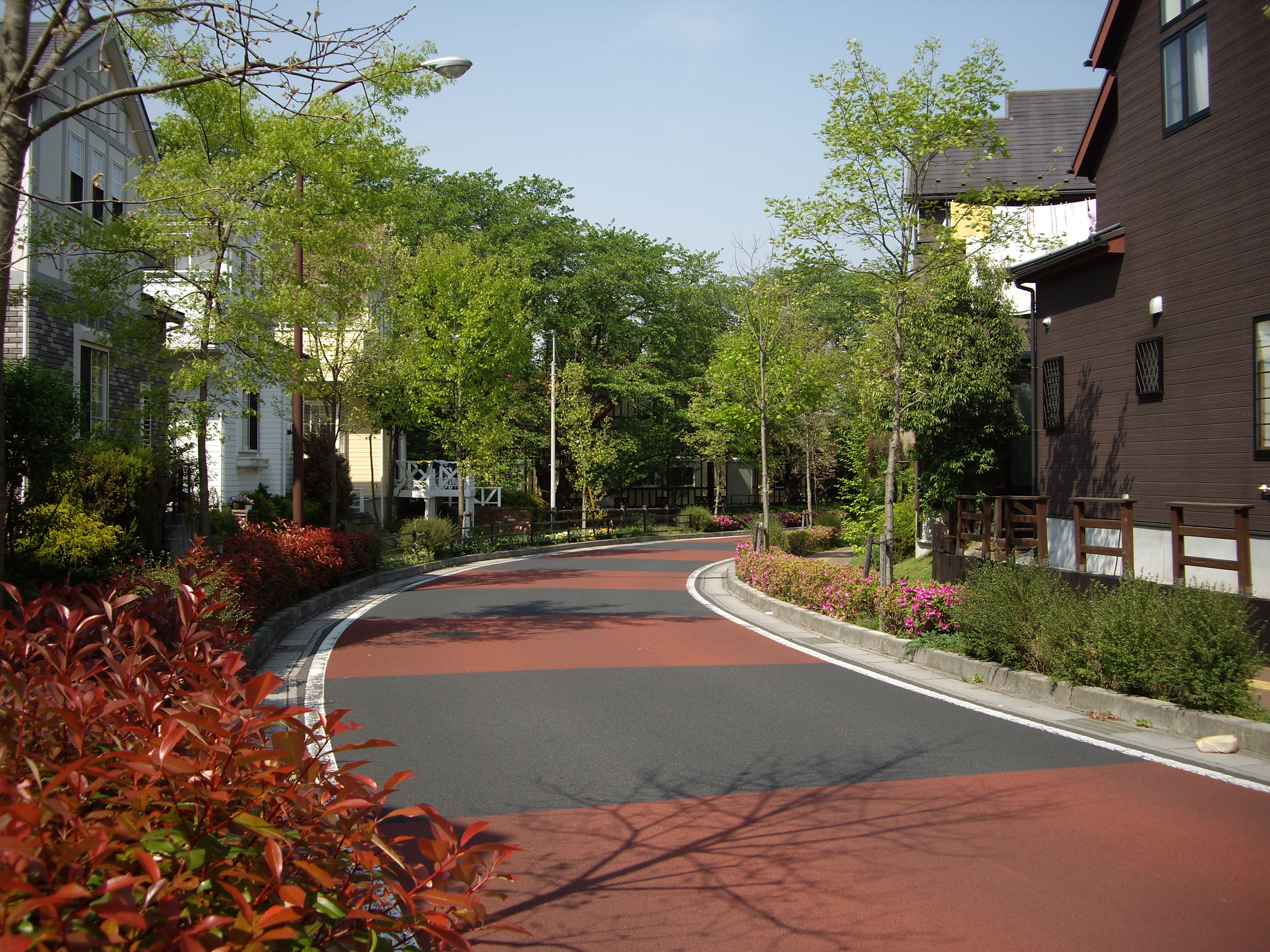
東深井(2)

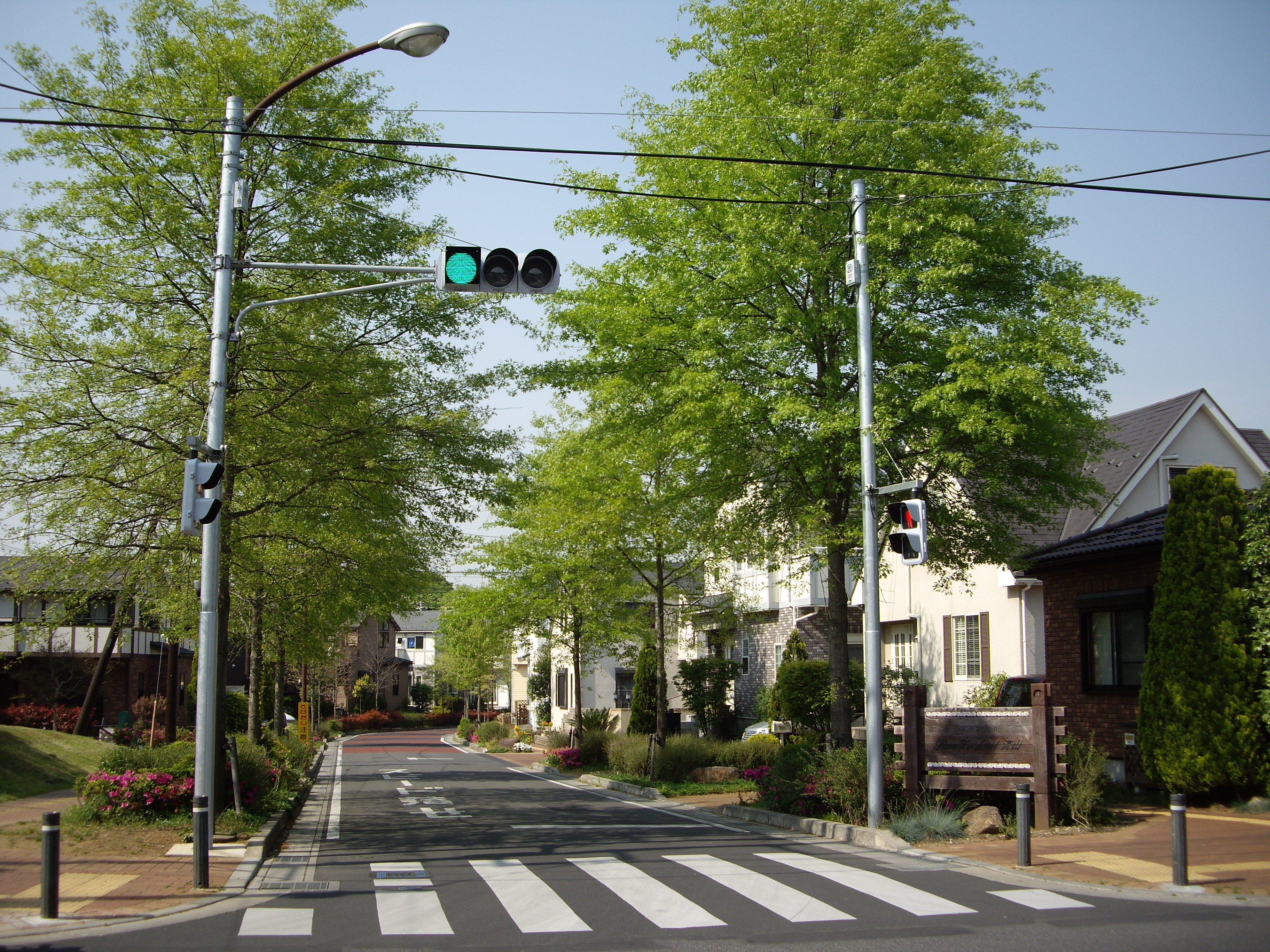
東深井(3)

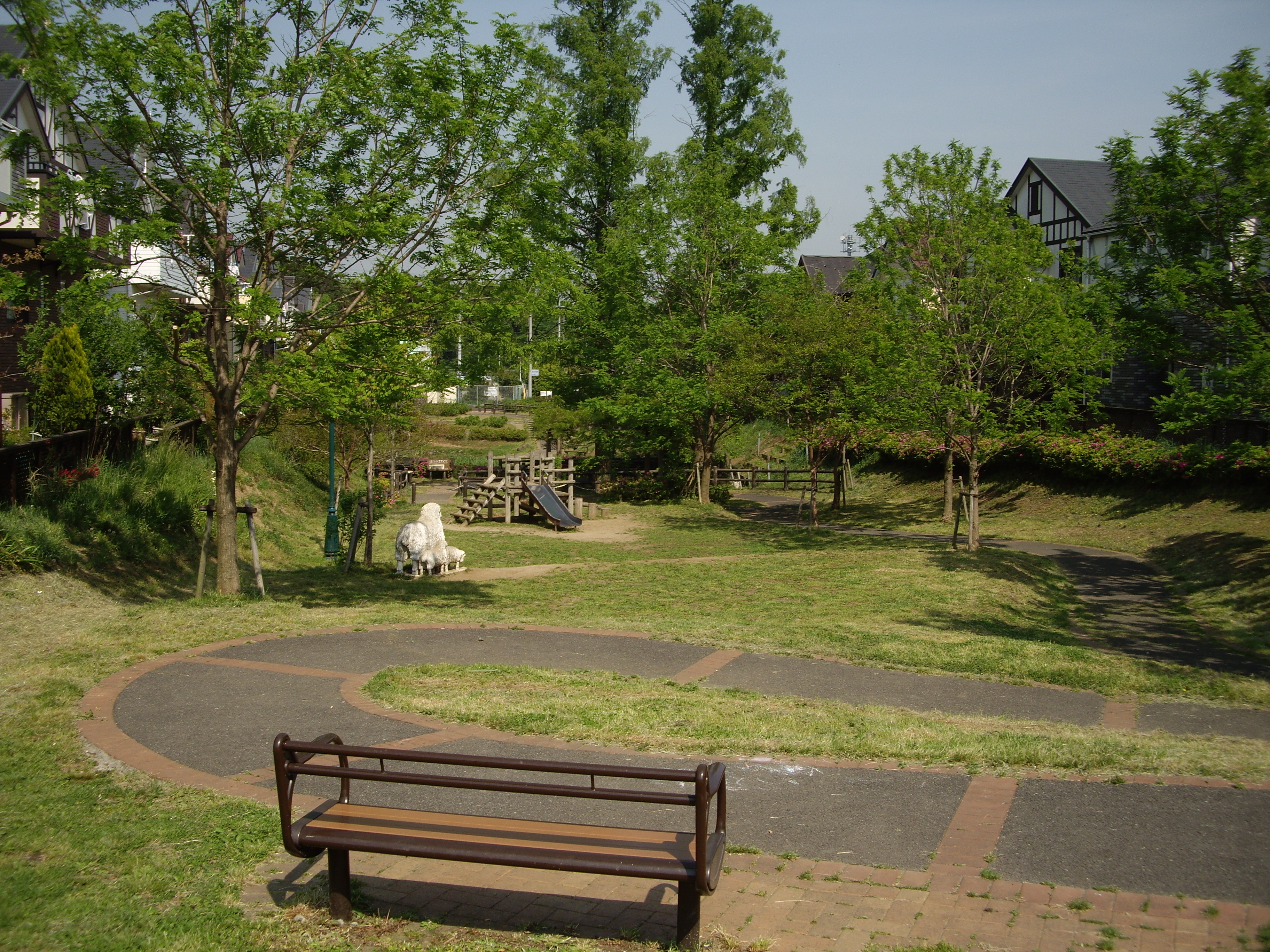
ロトルアパーク

東深井（ひがしふかい）は、千葉県流山市にある地名。郵便番号は270-0101。丁目を持たない単独町名である。流山市内の地域（地区）では最多の人口を有する。

## 地理
流山市の北部に位置し、同市最北端の町である。地域内はTBS、東急不動産、小田急電鉄などによって開発された住宅街となっている。また、須田恒弘プロデュースによる、ニュージーランドの街並みを再現した｢ルアジーランド流山｣の分譲が行われ、ニュージーランドからも関心が寄せられた。利根運河を挟んで野田市側に東京理科大学野田キャンパスも立地するため、最北部には単身学生向けアパートも多い。
地域内に東武鉄道野田線運河駅、市立東深井小学校、市立東深井中学校、森の図書館、東深井古墳の森、新川郵便局がある。 
東はこうのす台・柏市大青田、西は西深井・平方・美原、南は江戸川台西・江戸川台東、北は野田市山崎・下三ケ尾と接している。

### 地価
住宅地の地価は、2015年（平成27年）1月1日の公示地価によれば、東深井字長沢1113番80の地点で10万3000円/m2となっている。

## 歴史

### 沿革
- 1869年（明治2年）　葛飾県葛飾郡東深井村となる。
- 1871年（明治4年）　廃藩置県により印旛県葛飾郡東深井村となる。
- 1873年（明治6年）　県の統合及び、郡の分割により千葉県東葛飾郡東深井村となる。
- 1889年（明治22年）　東葛飾郡大畔村、小屋村、下花輪村、北村、桐ケ谷村、谷村、南村、上貝塚村、上新宿村、上新宿新田、平方村、平方村新田、平方原新田、中野久木村、深井新田、西深井村と合併し、東葛飾郡新川村大字東深井となる。
- 1911年（明治44年）5月9日　千葉県営鉄道（現:東武鉄道野田線）運河駅が開業。
- 1951年（昭和26年）4月1日　流山町、八木村と合併し、東葛飾郡江戸川町大字東深井となる。
- 1952年（昭和27年）1月1日　江戸川町が流山町に改称。東葛飾郡流山町大字東深井となる。
- 1967年（昭和42年）1月1日　市制施行により、流山市大字東深井となる。

## 世帯数と人口
2017年（平成29年）11月1日現在の世帯数と人口は以下の通りである。
| 大字   | 世帯数    | 人口     |
| ------ | --------- | -------- |
| 東深井 | 5,966世帯 | 13,764人 |

## 小・中学校の学区
市立小・中学校に通う場合、学区は以下の通りとなる
| 番地 | 小学校               | 中学校               |
| --- | -------------------- | -------------------- |
| 1～41番地、103番地の2 104番地の2、105番地の1 105番地の6、120番地の2 120番地の4、121番地の3 121番地の4、121番地の9 121番地の12、124番地の1 125番地、126番地の1 263～371番地、420～424番地 1110～1112番地 | 流山市立西深井小学校 | 流山市立東深井中学校 |
| その他 | 流山市立東深井小学校 | 流山市立東深井中学校 |

## 施設
- 東武野田線運河駅
- 流山市立東深井小学校
- 流山市立東深井中学校
- 新川郵便局
- 流山市立森の図書館

## リンク
- ルアジーランド流山

### ギャラリー

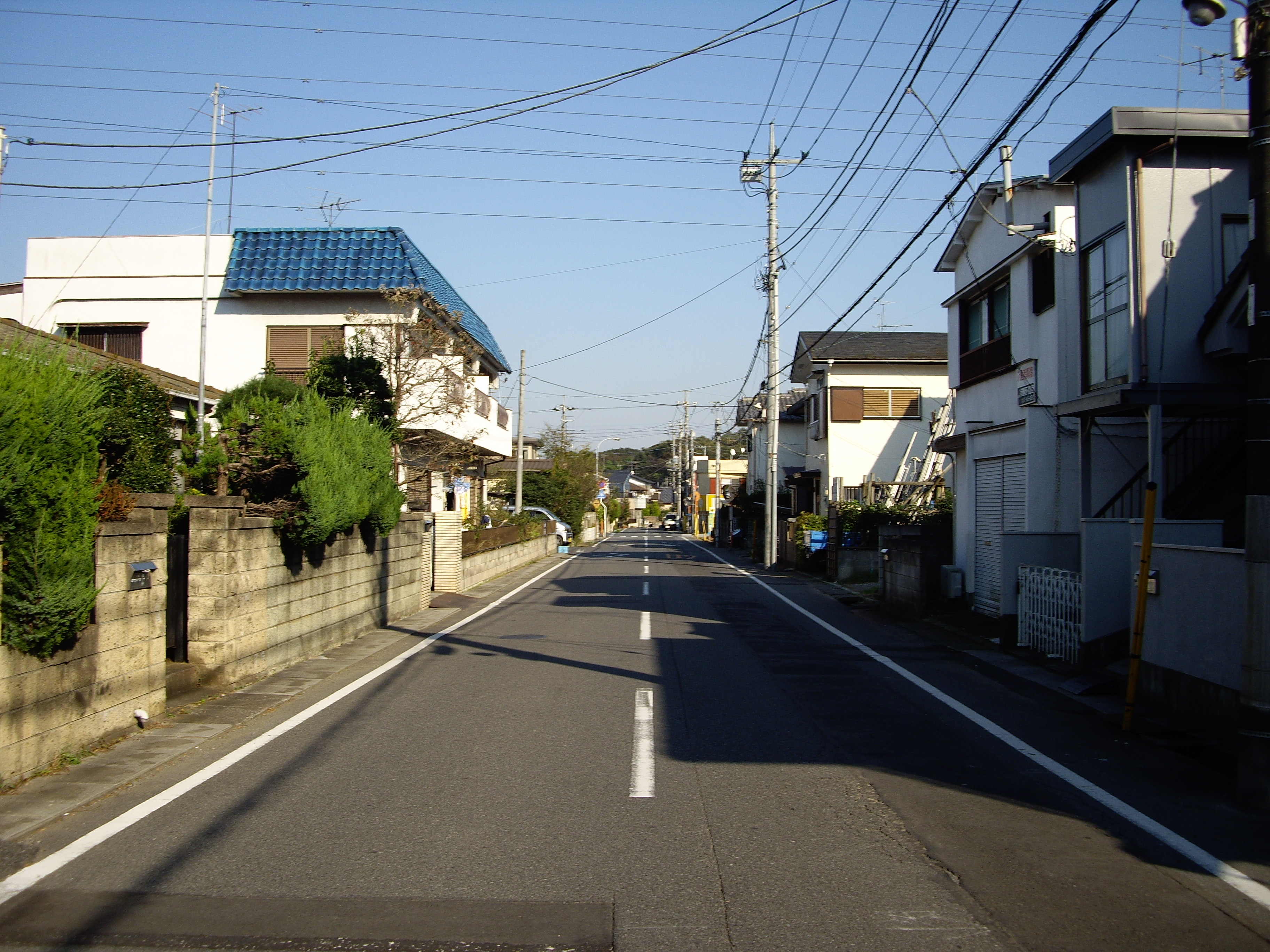
東深井・TBSやよい団地
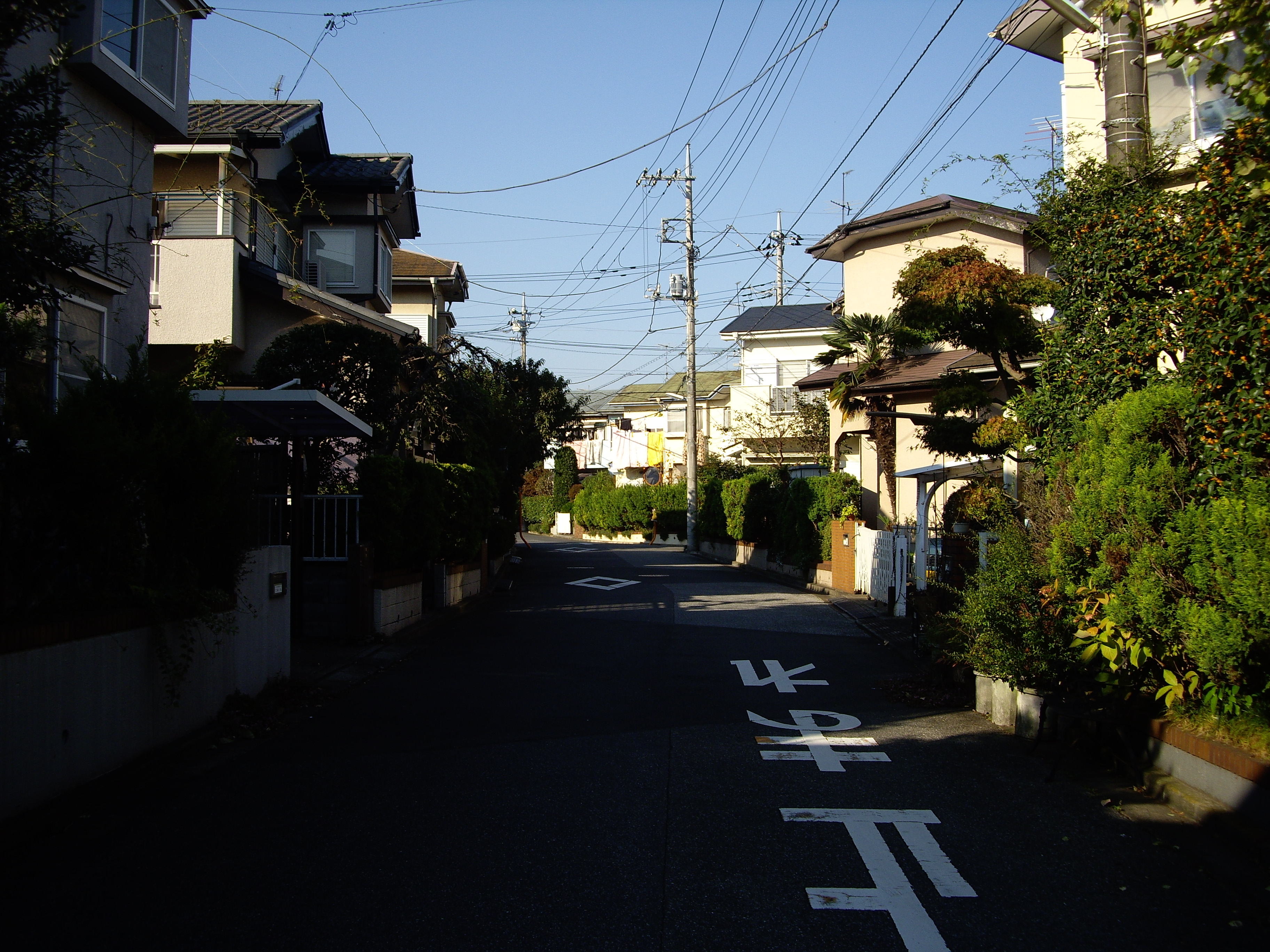
東深井・グリーンヒル江戸川台
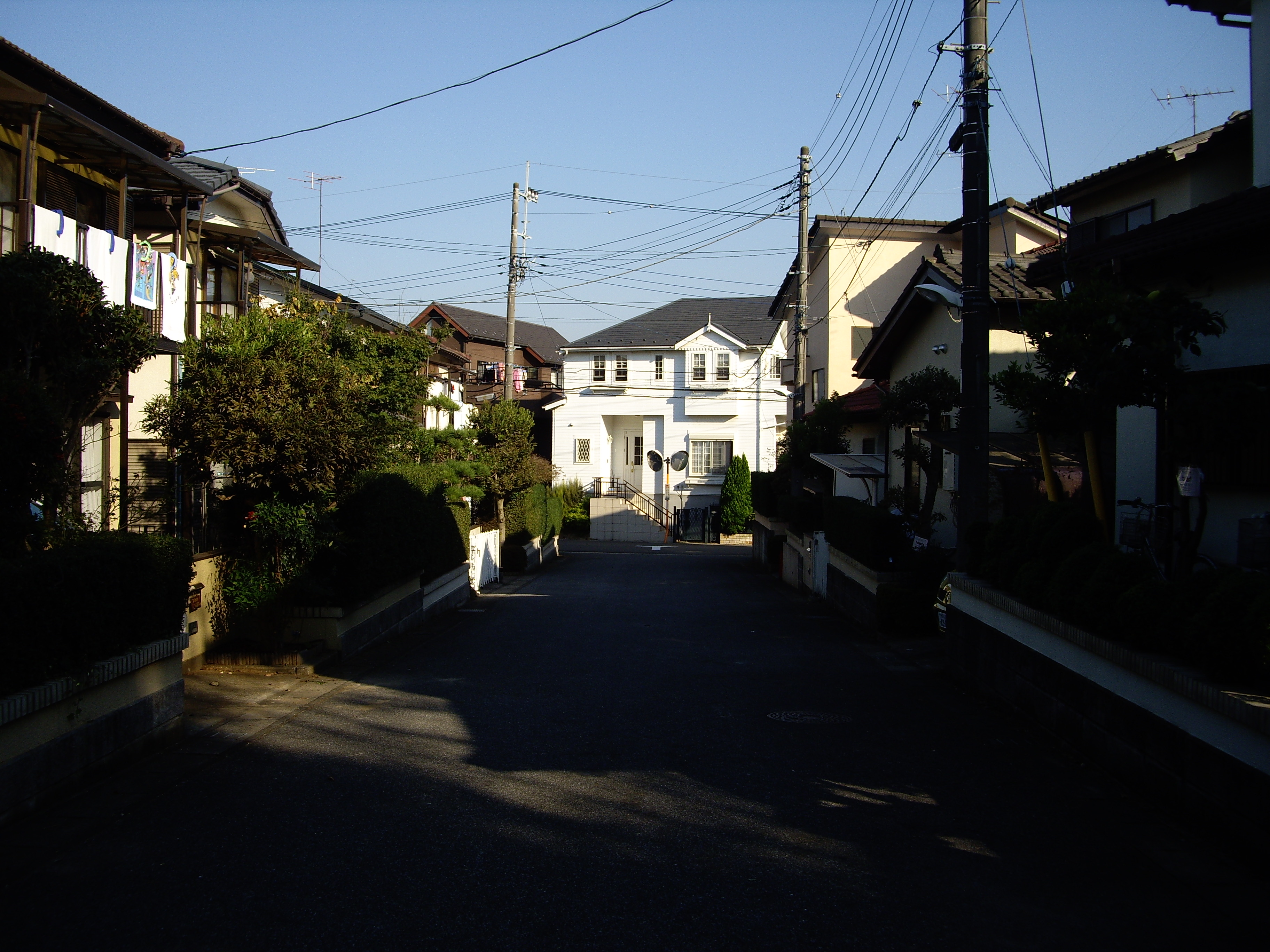
東深井・小田急江戸川台団地